# Барроу (футбольний клуб)
«Барроу» (англ. «Barrow Association Football Club») — професіональний англійський футбольний клуб з міста Барроу-ін-Фернес, графство Камбрія. Заснований 1901 року. Домашні ігри проводить на стадіоні «Голкер Стріт» місткістю 4 414 осіб, 1 000 з яких мають змогу сидіти.